# Камкали
Камкали́ (каз. Қамқалы) — село у складі Сарисуського району Жамбильської області Казахстану. Входить до складу Камкалинського сільського округу.
Населення — 193 особи (2021; 258 у 2009, 483 у 1999, 1027 у 1989).